# Robert Latzel
Robert Latzel (* 28. Oktober 1845 in Sörgsdorf; † 15. Dezember 1919 in Klagenfurt) war ein österreichischer Entomologe, der eine Reihe von bahnbrechenden Arbeiten über Tausendfüßer (Myriapoden: Doppelfüßer, Hundertfüßer und Verwandte)  veröffentlichte. Seine Sammlung von Tausendfüßer-Präparaten, heute untergebracht im Naturhistorischen Museum Wien, umfasst viele Typusexemplare. Seine Monographien zu den Myriapoden der Österreichisch-Ungarischen Monarchie waren die erste umfassende Behandlung der Hundertfüßer- und Doppelfüßer-Fauna dieser großen Region. Er beschrieb fast 130 Taxa von Tausendfüßern (1 Gattung, 2 Untergattungen, 69 Arten und 56 Varietäten) und über 40 Hundertfüßer-Gruppen (2 Gattungen, 29 Arten und 12 Varietäten), sowie vier Taxa von jeweils Wenigfüßern und Zwergfüßern. Seine Arbeit an Doppelfüßer verwendete erstmals die Gonopodien bei der Klassifizierung und Artabgrenzung von Tausendfüßern.